# Stefan I Krzesimirowicz
Stefan I Krzesimirowicz (ok. 988 – 1058) – król Chorwacji z dynastii Trpimirowiczów panujący w latach 1030–1058.

## Życiorys
Urodził się około 988 roku. Około 1008 poślubił Hicelę Orseolo, z którą miał dwójkę dzieci.
Stefan I formalnie objął tron chorwacki w 1030 roku po śmierci swego ojca, króla Krzesimira III. Jest jednak niewykluczone, że dzielił z nim władzę już od 1028 roku.
W 1035 karyncki hrabia Aldabero planował stworzyć koalicję przeciwko Świętemu Cesarstwu Rzymskiemu wraz z Chorwacją, jednak jego spisek został wykryty. W odpowiedzi cesarz Konrad II wzmocnił południowo-wschodnie rubieże swego cesarstwa, które graniczyły z Chorwacją.
W 1040 powołał do życia diecezję knińską. Biskup Kninu otrzymał ponadto tytuł „chorwackiego biskupa” (łac. episcopus Chroatensis).
Między 1038 a 1041 rokiem zdołał na krótko odbić Zadar z rąk Republiki Weneckiej, w czym prawdopodobnie pomagał mu węgierski król Piotr Orseolo, który był mężem ciotki Stefana.
W 1046 Stefan I odbył wyprawę łupieżczą na Węgry, czym sprowokował dożę weneckiego Domenico Contariniego. Cztery lata później utracił na rzecz Wenecji miasto Zadar. W chorwackiej historiografii przyjęło się, że w 1050 król Stefan przekazał bezpośrednio do miasta Raguzy (dzisiejszy Dubrownik w formie darowizny ziemię należącą do miasta Zaton. Ta informacja jest jednak podważana przez wielu historyków, gdyż jako pierwsza pojawiła się w dziele „Chronice de Ragusa” autorstwa Džono Rasticia, który żył na przełomie XVII i XVIII wieku.
Zmarł w 1058 roku. Po śmierci Stefana tron objął jego syn, Piotr Krzesimir IV.

## Numeracja
Stefan I Krzesimirowicz nie był pierwszym królem Chorwacji o imieniu Stefan. Przed nim był jeszcze Stefan Drżisław, którego jednak nie liczy się jako „pierwszego” z racji przyjęcia imienia Stefan podczas koronacji.